# 영원의 영웅
《영원의 영웅》(영어: Mistborn: The Hero of Ages)은 브랜던 샌더슨의 2008년 장편 판타지 소설로, 미스트본 삼부작의 세 번째 책이다.